# بومبو
السيارة العجيبة أو السيارة المرحة بومبو (へーい!ブンブー ,Hey! Bumboo) انيمي ياباني للصغار من إنتاج Nippon Animation كان يبث من سنة 1985 حتى 1986. المدة من كل حلقة هي 10 دقائق في 130 حلقة.

## القصة
تحكي القصة عن مغامرات ولد صغير لطالما حلم ان يمتلك سيارة. في الحلقة الأولى تفقص السيارة بومبو التي تستطيع التكلم من بيض. يسافران الولد وبومبو مع كلبهما إلى جميع أنحاء العالم للبحث عن والدة بومبو. بومبو هي سيارة مرحة تشكل صداقة حميمة مع الولد. في أثناء الحلقات دائماً ما يريد الدكتور مونكي سرقة السيارة من الولد. وفي أثناء رحلتهم بومبو والولد يحلون المشاكل ويساعدون الآخرين.

## روابط خارجية
- بومبو على موقع IMDb (الإنجليزية)
- بومبو على موقع كينوبويسك (الروسية)
- بومبو على موقع قاعدة بيانات الفيلم (الإنجليزية)
- بومبو على موقع ANN anime (الإنجليزية)